# インタッチ・ホールディングス
インタッチ・ホールディングス (英語: Intouch Holdings) または旧 シン・コーポレーション（タイ語: ชิน คอร์ปอเรชั่นส์、英語: Shin Corporations）は、タクシン・シナワットがタイ王国首相就任前に創設した電気通信事業者。

## 概要
最初はタクシンの警察局時代のコネクションをいかして警察局にコンピューターをレンタルするシナワトラ・コンピューター・アンド・コミュニケーションズ社（注：英語直訳）という小さな会社だったが、携帯電話の営業許可をタイ電話公社から買い取り、携帯電話会社アドバンスト・インフォ・サービス (AIS) を立ち上げた。タイへの携帯電話の普及とともに大会社へと躍進。今では財閥化（グループ化）し、数多くの子会社とともにタイを代表する財閥の1つとなった。2006年1月23日、タクシン一族が持ち株49%を売却。シンガポールの政府系投資会社テマセク・ホールディングスの傘下に入る。

## 子会社
（一部）
- アドバンスト・インフォ・サービス (AIS)
- デジタル・フォン社（DPC）
- シン・サテライト社（サテル、SATELL）
- CSロクスインフォ社（CSL）
- ITV - テレビ局 （現在、テレビ局では2007年にタイ首相府管轄広報局(TITV局名)及び2008年にタイ公共放送公団(ThaiPBS局名)へ移管の順でテレビ事業も廃止した）
- アドバンストmPAY - 携帯電話を利用した決済（NTTドコモが30%出資）